# Tolmerus dimidiatus
Tolmerus dimidiatus is een vliegensoort uit de familie van de roofvliegen (Asilidae). De wetenschappelijke naam van de soort is voor het eerst geldig gepubliceerd in 1839 door Macquart in Webb & Berthelot.